# Bota de Oro 1989-90
La Bota de Oro 1989-90 fue un premio entregado por la European Sports Magazines al futbolista que logró la mayor cantidad de goles en la temporada europea.
Los ganadores de este premio fueron el mexicano Hugo Sánchez Márquez y el búlgaro Hristo Stoichkov por haber conseguido 38 goles. Sánchez militaba en el equipo español de Real Madrid C. F. cuando obtuvo el reconocimiento, mientras que Stoichkov jugó para el PFC CSKA Sofia. Primera temporada en que el premio fue ganado por dos futbolistas. 

## Resultados
| Posición | Futbolista           | Club                     | Campeonato                   | Goles |
| -------- | -------------------- | ------------------------ | ---------------------------- | ----- |
| 1        | Hugo Sánchez Márquez | Real Madrid C. F.        | La Liga                      | 38    |
| 1        | Hristo Stoichkov     | PFC CSKA Sofia           | Liga Profesional de Bulgaria | 38    |
| 3        | Gerhard Rodax        | FC Admira Wacker Mödling | Bundesliga (Austria)         | 35    |